# Râul Șimon
Râul Șimon este un afluent al râului Turcu.  Se formează la confluența brațelor Gaura and Guțan